# Mundochthonius alpinus
Mundochthonius alpinus är en spindeldjursart som beskrevs av Beier 1947. Mundochthonius alpinus ingår i släktet Mundochthonius och familjen käkklokrypare. Inga underarter finns listade i Catalogue of Life.